# Kollsjön, Västergötland
Kollsjön (Kullsjön) är en sjö i Lerums kommun i Västergötland och ingår i Göta älvs huvudavrinningsområde. Sjön är 28 meter djup, har en yta på 0,117 kvadratkilometer och är belägen 101,4 meter över havet.

## Delavrinningsområde
Kollsjön ingår i det delavrinningsområde (640637-129338) som SMHI kallar för Utloppet av Stora Härsjön. Medelhöjden är 108 meter över havet och ytan är 13,51 kvadratkilometer. Räknas de 3 avrinningsområdena uppströms in blir den ackumulerade arean 25,07 kvadratkilometer. Tvärån som avvattnar avrinningsområdet har biflödesordning 4, vilket innebär att vattnet flödar genom totalt 4 vattendrag innan det når havet efter 39 kilometer. Avrinningsområdet består mestadels av skog (69 procent). Avrinningsområdet har 3,2 kvadratkilometer vattenytor vilket ger det en sjöprocent på 23,6 procent.

## Fiske
Kullsjön förvaltas av Lerums Sportfiske och Fiskevårdsförening. För fiske i Kullsjön krävs dagskort, se kullsjon.se
Kullsjön är föreningens "put and take-vatten" för regnbåge och öring. I sjön finns också abborre, mört, sutare och en och annan gädda.